# Multimomentexponator

Der Multimomentexponator (MME) ist eine Kamera zur mehrfachen Teilbelichtung von Planfilm.
Er wurde 1999 von der Schlomographischen Aktion Berlin konstruiert und gebaut.

## Konstruktion
Das Gerät ist eingerichtet für das Filmformat 9 × 12 cm. Der 30 × 40 cm große Bildraummanipulator aus Aluminium ist Träger für die oben und rechts sichtbaren Schlitzschieber und die Voigtländer-Bergheil-Kamera. Auf der Rückseite sitzt ein internationales Rückteil für Planfilmkassetten (Plaubel).
Die Voigtländer-Kamera wirft das entstehende Bild durch den Bildraummanipulator, in dem zwei Schlitzschieber sitzen. Jeder Schieber aus lichtdichtem Kunststoff hat eine Aussparung, die das Licht nur durch einen schmalen Schlitz von ca. 1 cm Breite zum Film gelangen lässt.  Da die Schlitze der Schieber im rechten Winkel zueinander stehen, wird nur ein kleines Quadrat (ca. 1 cm × 1 cm) des  9 × 12 cm großen Bildes belichtet. Durch die an den Schiebern angebrachten Lineale können die zu belichtenden Bildteile exakt ausgewählt werden.

## Aufnahmemöglichkeiten
Mit den zurzeit verfügbaren Schlitzschiebern bestehen folgende Aufnahmemöglichkeiten:
- Belichtung des ganzen Negativ in einer Aufnahme (ohne Schlitzschieber),
- streifenweise Belichtung in bis zu 9 Schritten (nur mit senkrechtem Schieber: 9 Schritte; nur mit waagerechtem Schieber: 7 Schritte)
- Belichtung im Koordinatensystem in 63 Schritten (beide Schieber: 9 × 7 Schritte).

## Praxis
Die Belichtung nach dem Koordinatensystem wurde von den Schlomographen am häufigsten genutzt.
Zur Bedienung des Apparats werden zwei Personen benötigt, die auf Kommando arbeiten müssen, um keinen Arbeitsschritt auszulassen:
1. Verschluss öffnen, aufblenden,
2. nach Mattscheibe scharfstellen,
3. Koordinatenfeld horizontal und vertikal wählen,
4. Verschluss aufziehen, und Blendenzahl/Verschlusszeit einstellen,
5. Filmkassette einlegen,
6. Kassettenschieber herausziehen,
7. belichten.

Bei aufeinander folgenden Teilaufnahmen nach dem Koordinatensystem sind bis zu 63 Einzelaufnahmen nötig, um ein Negativ (9 × 12 cm) zu belichten.
Das Ergebnis ist ein Foto mit Schachbrettmuster. 